# Clémentine (chanteuse)
Pour les articles homonymes, voir Clémentine (homonymie).
Clémentine Mitz, connue sous le nom de Clémentine, est une chanteuse française, ayant eu du succès principalement en Asie, notamment au Japon,.
En presque trente ans de carrière, elle a enregistré plus de trente albums dans des styles jazz, pop et bossa nova et publié huit best-of pour un nombre total d'exemplaires physique et digital vendus évalués à quatre millions d'unités.

## Biographie
Clémentine est née à Paris dans une famille de grands amateurs de Jazz. Son père Victor Mitz fut un grand collectionneur de Jazz et dirigea même le label Orange Blue.

### Carrière
Sa carrière démarre chez Sony France en 1988, avec un premier disque contenant deux chansons composées par Henri Renaud : Absolument jazz et Les Nuits de naufrage. Elle rejoint plus tard Orange Blue, le label de Jazz créé par son père deux ans plus tôt. Elle réalise un second disque, Continent bleu, présenté au MIDEM de Cannes. À cette occasion, elle est découverte par des représentants de la firme japonaise Sony Music Entertainment, qui la prennent ensuite sous contrat en 1990.
Clémentine a enregistré depuis, plus de 30 albums dans des styles jazz, pop et bossa nova. Elle est la chanteuse française contemporaine la plus populaire au Japon depuis 30 ans, où elle a vendu plus de 4 millions d'albums au total.
Sony a tenté en 1999 de lancer Clémentine en France avec l'album Mosaïques, mais ce disque n'a pas rencontré le succès attendu. Parmi les raisons, ses chansons et leurs interprétations sont particulièrement adaptées aux goûts du public asiatique.
En 2010, elle quitte Sony pour EMI.
En 2018 et 2019, elle devient Marraine du Festival Tandem Tokyo.
Du 19 juin 2024 au 5 janvier 2025, Clémentine à la Cité internationale de la langue française, elle fait partie des artistes Francaises qui rayonnent à l'etranger ( Japon ) « C’est une chanson qui nous ressemble », une exposition conçue au château de Villers-Cotterêts par Bertrand Dicale.
Bien qu'elle se rende régulièrement au Japon où se déroule sa carrière, Clémentine continue de vivre à Paris,.

## Discographie

### Albums
- Absolument Jazz (1988)
- Spread Your Wings (1989)
- Continent Bleu (1989)
- Mes Nuits, Mes Jours (1990)
- En Privé (1992)
- Long Courrier (1993)
- Clémentine Sings Ben Sidran (1993)
- Ils et elle (1994)
- Solita (1998)
- Heure D'été (1998)
- Mosaïques (1999)
- Couleur Café (1999)
- Les Voyages (2000)
- Café Après-midi (2001)
- Lil' Darlin (2001)
- 30 °C (2002)
- Clé (2003)
- Soleil (2004)
- Made in France (2005)
- Lumière (2006)
- Chocolats et Sweets (2008)
- Sweet Rendez-vous (2008)
- Sweet Illumination (2008)
- Kyoto et moi (2009)
- Animentine~Bossa du Animé (2010)
- Zoku Animentine (2011)
- Bon chanté (2013)
- Clémentine sings Disney (2014)
- Clémentine meets AUN J Classic Orchetra (2015)
- Clémentine sings Bart&Baker (2017)
- Café de POP from Tokyo Paris (2018)
- Quel temps fait-il ? (2021)[11]
- sortie digitale (singles) de 2023 à 2025.

### Best-Of
- A Suivre... The Very Best of Clementine (1996)
- Clémentine de Best (2004)
- Café de Bossa (2010)
- Café de Jazz (2010)
- Café de Paris (2010)
- Animentine Best (2012)
- All Time Best (2017)

## Collaborations
Durant sa carrière Clémentine a collaboré avec les artistes suivants:

### Japon
Noriyuki Makihara, Taro Hakase, Hitonari Tsuji, Kazuyoshi Saito, Gontiti, Mondo Grosso (Shinichi Osawa), FPM, Original Love, Pizzicato Five, Kenji Ozawa, Eri Ishikawa, Masakatsu Takagi, etc…

### Reste du Monde
Eumir Deodato, Ben Sidran, Leo Sidran, Marcos Valle, Carlos Lyra, Roberto Menescal, Stéphane Pompougnac, Incognito, Joyce, Bart&Baker Mariana Ramos ...

## Concerts
Depuis 20 ans, Clémentine s'est produite dans les salles de concert suivantes : Blue Note Tokyo, Festival Tandem Tokyo,, Billboard Osaka, Summer Sonic 2011, Tokyo International Forum, Roppongi Hills Tokyo, Quest hall Tokyo, Omotosando Tokyo, Live Image Festival, Mont Fuji Jazz Festival, Nagoya Blue Note, Yokohama Motion Blue, Osaka Blue Note, Fukuoka Billboard Live, The Museum of Kyoto, Shizuoka Sarnath Hall, Shizuoka Shizugin hall, Hiroshima club Quatro, Yongsun Museum Hall (Séoul) ; Big Mountain Music Festival (Khao Yai, Thailande) ; Shangai, Pékin, Guanzhou, Shenzhen (Chine).